# Янг, Крис
Кристофер Алан «Крис» Янг (англ. Chris Young; род. 12 июня 1985 года) — американский кантри-исполнитель.

## Биография

### Ранние годы
Крис Янг родился в Мерфрисборо, Теннесси, США 12 июня 1985 года. Он заинтересовался музыкой в раннем возрасте и принимал участие в различных детских театральных постановках. Во время обучения в Oakland High School (Теннесси) Янг начал выступать в местных клубах. В период обучения в колледже, он продолжал выступать, дав более чем 150 концертов за год.

### 2005—2007: «Nashville Star» и «Chris Young»
Выступление Криса Янга в Арлингтоне, Техас привлекло внимание Парка Скотта и Кейта Свона, которые предложили ему принять участие в «Nashville Star», песенном конкурсе талантов, проводимом каналом кабельного телевидения «USA Network». Пройдя прослушивание в Хьюстоне, Техас, Янг оказался в числе участников «Nashville Star», а затем, 2 мая 2006 года, был объявлен победителем 4 сезона конкурса. Эта победа принесла ему контракт с лейблом «RCA Records». Позднее, в этом же году, вышел дебютный сингл Янга «Drinkin' Me Lonely», который достиг 42 места в чарте «Billboard Hot Country Songs», а затем, 3 октября 2006 года его дебютный альбом «Chris Young». Вторым синглом с альбома стала песня «You’re Gonna Love Me», достигшая 48 места Billboard Hot Country Songs. В мае 2008 года вышел третий сингл Янга «Voices», в августе он достиг 37 места в чарте Hot Country Songs, став его первым синглом, пробившимся в Top 40 чартов Биллборд.

### 2008—2010: «The Man I Want to Be»
Второй альбом Янга «The Man I Want to Be», спродюсированный Джеймсом Строудом, был выпущен в сентябре 2009 года.. Среди песен альбома были, в том числе, кавер-версии песен Вэйлона Дженнингса «Rose in Paradise» (как дуэт с Вилли Нельсоном) и Тони Джо Уайта «Rainy Night in Georgia».
В октябре 2009 года, четвёртый сингл Янга, пробившийся в чарты — «Gettin' You Home (The Black Dress Song)», стал первым его хитом № 1 (в чарте «Hot Country Songs»). Аналогичного успеха затем добились заглавный сингл его второго альбома — «The Man I Want to Be» и переизданный сингл «Voices».
В 2010 году Крис Янг был номинирован на награду Академии музыки кантри в категории «Лучший новый солист» (вместе с ним были номинированы Люк Брайан и Джэйми Джонсон). В этом году он также был номинирован на «Грэмми» в категории «Лучшее мужское вокальное кантри исполнение» (за песню «Gettin' You Home»).

### 2011: «Neon»
В феврале 2011 года состоялся релиз сингла Янга «Tomorrow». Сингл стал для него четвёртым, попавшим на вершину кантри-чартов. В июле 2011 года вышел третий альбом Янга — «Neon», который достиг 4-й позиции основного альбомного хит-парада США — Billboard 200.
Ещё один сингл из этого альбома — «You» стал для Янга пятым подряд, возглавившим чарт «Billboard Hot Country Songs».
В 2011 году Янг стал победителем премии «American Country Awards» в двух номинациях — «Дебют года» и «Лучший сингл» (за песню «Voices»).

## Дискография

### Студийные альбомы
| Название             | Подробности                                                                          | Высшая позиция | Высшая позиция | Сертификация  |
| Название             | Подробности                                                                          | US Country     | US             | Сертификация  |
| -------------------- | ------------------------------------------------------------------------------------ | -------------- | -------------- | ------------- |
| Chris Young          | - Релиз: 03.10.2006 - Лейбл: RCA Nashville - Форматы: CD, интернет-скачивание        | 3              | 22             |               |
| The Man I Want to Be | - Релиз: 1 сентября 2009 - Лейбл: RCA Nashville - Форматы: CD, цифровая дистрибуция  | 6              | 19             | - US: золотой |
| Neon                 | - Релиз: 12 июля 2011 - Лейбл: RCA Nashville - Форматы: CD, цифровая дистрибуция     | 2              | 4              |               |
| A.M.                 | - Релиз: 17 сентября 2013 - Лейбл: RCA Nashville - Форматы: CD, цифровая дистрибуция | 2              | 3              | - США: 267000 |
| I’m Comin’ Over      | - Релиз: 13 ноября 2015 - Лейбл: RCA Nashville - Форматы: CD, цифровая дистрибуция   | 1              | 5              | - США: 130400 |

### Мини-альбомы
| Название | Подробности                                                                   |
| -------- | ----------------------------------------------------------------------------- |
| Voices   | - Релиз: 25.05.2010 - Лейбл: RCA Nashville - Форматы: CD, интернет-скачивание |

### Синглы
| 2006                      | «Drinkin' Me Lonely»                      | 42 | —  | —  |                              | Chris Young          |
| 2007                      | «You’re Gonna Love Me»                    | 48 | —  | —  |                              | Chris Young          |
| 2008                      | «Voices»                                  | 37 | —  | —  |                              | The Man I Want to Be |
| 2009                      | «Gettin' You Home (The Black Dress Song)» | 1  | 33 | 74 | - US: золотой                | The Man I Want to Be |
| 2009                      | «The Man I Want to Be»                    | 1  | 48 | 81 | - US: золотой                | The Man I Want to Be |
| 2010                      | «Voices» (переиздание)                    | 1  | 53 | 86 | - US: золотой                | The Man I Want to Be |
| 2011                      | «Tomorrow»                                | 1  | 36 | 95 | - US: платиновый             | Neon                 |
| 2011                      | «You»                                     | 1  | 34 | 66 | - US: золотой                | Neon                 |
| 2012                      | «Neon»                                    | 23 | 92 | —  |                              | Neon                 |
| 2012                      | «I Can Take It from There»                | 16 | 63 | 76 |                              | Neon                 |
| 2013                      | «Aw Naw»                                  | 4  | 45 | 50 | - US: Золотой - CAN: Золотой | A.M.                 |
| 2014                      | «Who I Am with You»                       | 8  | 48 | 72 | - US: Золотой                | A.M.                 |
| 2014                      | «Lonely Eyes»                             | 4  | 50 | 65 | - US: Золотой                | A.M.                 |
| 2015                      | «I’m Comin’ Over»                         | 2  | 33 | 57 | - US: Золотой                | I’m Comin' Over      |
| 2016                      | «Think of You» (при участии Кэсседи Поуп) | 37 |    |    |                              | I’m Comin' Over      |
| «—» релиз не попал в чарт |                                           |    |    |    |                              |                      |

### Музыкальные видео
| Год  | Видео                                    | Режиссёр         |
| ---- | ---------------------------------------- | ---------------- |
| 2006 | «Drinkin' Me Lonely»                     | Уоррен П. Сонада |
| 2009 | «Gettin You Home (The Black Dress Song)» | Стивен Шеперд    |
| 2009 | «The Man I Want to Be»                   | Крис Хики        |
| 2010 | «Voices»                                 | Дэвид Макклистер |
| 2011 | «Tomorrow»                               | Трей Фанджой     |
| 2011 | «You»                                    | Крис Хики        |

## Награды и номинации
| Год  | Премия                    | Категория                                                       | Итог      |
| ---- | ------------------------- | --------------------------------------------------------------- | --------- |
| 2007 | Academy of Country Music  | Лучший новый вокалист                                           | Номинация |
| 2010 | Academy of Country Music  | Лучший новый солист                                             | Номинация |
| 2010 | CMT Music Awards          | Nationwide Is On Your Side Award                                | Победа    |
| 2010 | Country Music Association | Дебют года                                                      | Номинация |
| 2010 | Grammy                    | Лучшее мужское вокальное кантри исполнение — «Gettin' You Home» | Номинация |
| 2010 | American Country Awards   | Музыкальное видео года — «The Man I Want to Be»                 | Номинация |
| 2010 | American Country Awards   | Мужское музыкальное видео — «The Man I Want to Be»              | Номинация |
| 2011 | Country Music Association | Дебют года                                                      | Номинация |
| 2011 | American Country Awards   | Дебют года                                                      | Победа    |
| 2011 | American Country Awards   | Лучший сингл — «Voices»                                         | Победа    |
| 2011 | American Country Awards   | Лучший мужской сингл — «Voices»                                 | Номинация |
| 2012 | Academy of Country Music  | Лучший сингл — «Tomorrow»                                       | Номинация |
| 2012 | Academy of Country Music  | Лучший вокалист                                                 | Номинация |